# Scharfbillig
Scharfbillig est une municipalité allemande située dans le land de Rhénanie-Palatinat et l'arrondissement d'Eifel-Bitburg-Prüm.

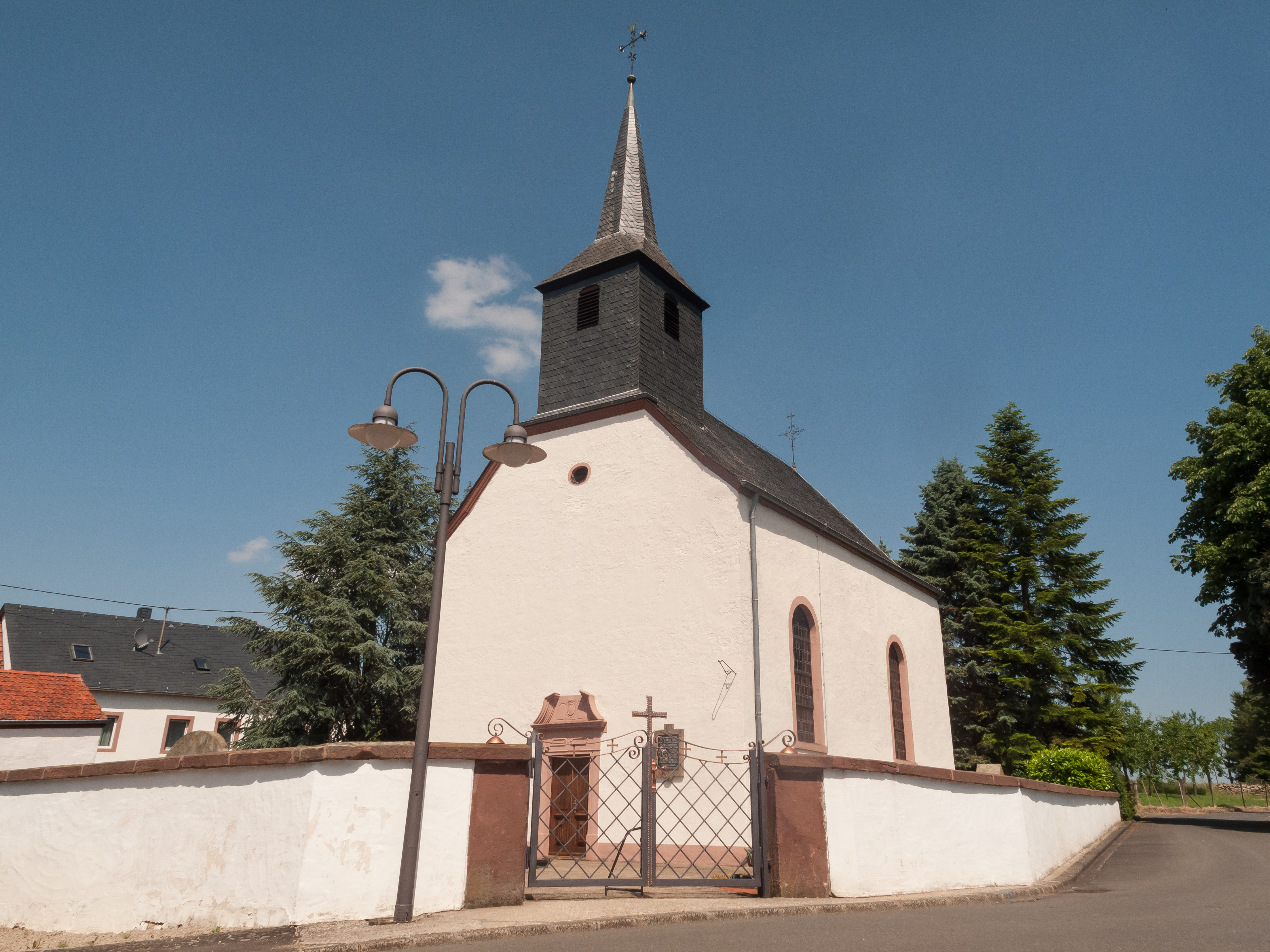
Scharfbillig, église: katholische Filialkirche Sankt Lukas